# Montañas Pensacola
Las montañas Pensacola son un gran grupo de cadenas montañosas y picos en la tierra de la Reina Isabel en la Antártida. La misma se extiende por 450 km en dirección noreste-suroeste, incluye la cordillera Argentina, cordillera Forrestal o Diamante, macizo Dufek, picos Cordiner, cordillera Neptune, macizo Armada Argentina o cordillera Patuxent, nunataks Rambo y escarpados Pecora. Estas unidades montañosas se encuentran a horcajadas del enorme glaciar Bahía Buen Suceso y el glaciar Support Force (en Argentina, glaciares Les Eclaireurs y Punta Ninfas), que drenan en dirección norte hacia la barrera de hielo Filchner-Ronne.
Fueron descubiertas y fotografiadas el 13 de enero de 1956 durante un vuelo transcontinental nonstop realizado por personal de la Operación Deep Freeze de la Armada de los Estados Unidos, que voló desde el estrecho de McMurdo hasta el mar de Weddell y de regreso. Fueron nombradas por el US-ACAN en honor a la Base Naval de Estados Unidos en Pensacola, Florida, en conmemoración al rol histórico que dicha base tuvo en entrenar aviadores de la Armada estadounidense. Las montañas fueron relevadas en detalle por el USGS a partir de exploraciones y fotos aéreas de la Armada estadounidense, 1956-67.

## Reclamaciones territoriales
Argentina incluye al área en el departamento Antártida Argentina dentro de la provincia de Tierra del Fuego, Antártida e Islas del Atlántico Sur; para Chile forma parte de la comuna Antártica de la provincia Antártica Chilena dentro de la Región de Magallanes y de la Antártica Chilena; y para el Reino Unido integra el Territorio Antártico Británico. Las tres reclamaciones están sujetas a las disposiciones del Tratado Antártico.